# Selo Visita do Presidente Charles de Gaulle
Selo Visita do Presidente Charles de Gaulle é um selo comemorativo emitido pelos Correios do Brasil.

## Características
Nas cores sépia e castanho, foi lançado em 13 de outubro de 1964. O selo lembra a visita do presidente francês Charles de Gaulle ao Brasil. Impresso pelo processo de rotogravura, o papel apresenta o filigrana: (Q) Correio Estrela Brasil (5 mm).

## Catálogos
| Yvert & TellierYvert - Yvert & Tellier | 763   |
| Scott - Scott Publishing               | 986   |
| Michel - Michel Übersee-Katalog        | 1061  |
| RHM - Rolf Harald Meyer                | C-518 |